# Microtus epiroticus
Microtus epiroticus es una especie de roedor de la familia Cricetidae. Se distribuye  por parte del norte y este de Europa. Descubierta por primera vez en 1960 en la zona de Grumant, en las Svalbard, se creía que eran individuos de topillo campesino hasta que un análisis genético lo identificó correctamente en 1990.

## Distribución y hábitat
Microtus epiroticus vive principalmente en prados y entornos agrícolas, en un área delimitada por la Finlandia central al norte y la península de los Balcanes al sur.